# Jean III de Chalon-Auxerre
Jean III de Chalon, dit le Chevalier Blanc, né vers 1318 et mort en 1379, comte d’Auxerre (1361) et de Tonnerre (1360) et seigneur de Rochefort, issu de la tige des Chalon-Auxerre-Tonnerre.

## Biographie

### Origines
Jean naît vers 1318. Il appartient à la tige des comtes d'Auxerre-Tonnerre et seigneur de Rochefort de la maison de Chalon. Il est le fils de Jean II de Chalon (1292 † 1361/62), et de sa seconde épouse, Alix, fille de Renaud, comte de Montbéliard et de Belfort,,.

### Au service du roi de France
En 1356, il est Grand bouteiller de France,.
Il a commandé un des trois corps d'armée français à la bataille de Cocherel.
Il est fait prisonnier lors d'une échauffourée, le 17 septembre 1356, peu avant la Bataille de Poitiers,. Il est racheté 20 00 florins, par le Édouard III au comte de Suffolk et trois seigneurs gascons. Sa libéré est rachetée en 1360, à la suite du traité de Brétigny.
Le 10 mars 1359, la cité d'Auxerre est prise par les routiers anglais de Robert Knolles,. Son épouse et son fils sont faits prisonniers,. La ville, ruinée, a du mal à pouvoir payer la rançon.

### Retour de capativité et vente d'Auxerre
À la suite de cette captivité, il devient sénile,.
À son retour, une aventurière, Perrette Darnichot, se fait épouser, il lui donne deux filles.
Certains auteurs anciens, repris notamment par Fromageot (1973), affirmaient que la vente était due à son fils aîné, Jean IV, endetté, en 1271. Toutefois ce dernier est donné pour mort en 1369/1370. Toutefois, la vente est bien le fait de Jean III :

« Vente par Jean de Chalon, comte d'Auxerre et de Tonnerre, à Charles V, roi de France, de la ville et du comté d'Auxerre, moyennant 31 000 francs d'or (31 000 livres) : copie de l'acte de vente passé par Jean de Chalon par devant Pierre de Montigny et Jean Farrebouc, clercs, notaires jurés du roi au Châtelet de Paris.

Copie du 13 février 1608.

Date : 5 janvier 1371. »

L'auteur de Mailly-le-château (1979) dans son chapitre « Vente du comté d'Auxerre par un odieux marché », indique que le roi Charles V aurait soudoyé Perrette Danichot afin qu'elle persuade Jean III de vendre son comté. Le roi aurait également négocié avec l'évêque. Charles V transforme le comté en bailliage.

### Mort et succession
Jean III laisse la gestion de ses affaires à son fils Louis Ier. Ernest Petit (Généalogie des Sires de Chalon, 1884) considèrait que sa fille, Marguerite, aurait été la tutrice de son père, tandis que Louis n'aurait été que son curateur. Les notices du Dictionnaire biographique, généalogique et historique de l'Yonne (1996) indiquent que son fils Louis Ier obtient la curatelle sur ses biens, mais que prisonnier, c'est sa fille Marguerite qui administre le comté de Tonnerre jusqu'à la libération de son frère.
Jean de Chalon meurt vers 1379. Challe (1875) indiquait, par erreur, sa mort en 1369, année reprise par d'autres auteurs,.

## Famille
Jean de Chalon épouse, en 1333, Marie Crespin du Bec, d'où,,, : 
- Jean IV († 1370), dit le Chevalier Blanc, comte d'Auxerre (-1370), ∞ (?) de Commercy ;
- Louis Ier († 1396), dit le Chevalier Vert, comte de Tonnerre, tout d'abord comme administrateur des biens de son père (1361-1379), puis comte héréditaire (1379-1396), ∞ (1) Marie de Parthenay (dont postérité), puis ∞ (2) Jeanne de la Baume (sans postérité).
- Mathilde et Henriette, entrées en religion.
- Marguerite, dite par Ernest Petit tutrice de son père pour le comté de Tonnerre, ∞ Jean de Savoie, seigneur de Visieu, fils de Louis II de Savoie, baron de Vaud.

Jean de Chalon a plusieurs enfants adultérins, quatre fils et peut-être deux filles (non attestées), dont :
- Amé († 1370), abbé de Saint-Pierre de Baume-les-Messieurs (1389—1431)[16] (asb. du Dictionnaire biographique, généalogique et historique de l'Yonne, 1996).
- Henri († 1400), dit bâtard de Chalon[17], écuyer de son neveu Louis II de Chalon-Tonnerre, comte d'Auxerre et seigneur de Châtelbelin qui le nomme châtelain de Saint-Aubin (1398)[16].
- Jean († 1412), dit bâtard de Chalon, seigneur de Montrichard, capitaine et juge gruyer du comté de Tonnerre[17], membre du conseil de son neveu Louis II de Chalon-Tonnerre, comte d'Auxerre et seigneur de Châtelbelin[16].
- (?) Hugues (v. 1400), prieur de Saint-Pierre de Jouhe[18].
asb. du Dictionnaire biographique, généalogique et historique de l'Yonne, 1996. Rousset (1854) que mentionnait le prieur était le « frère naturel du sire d'Arlay, mort en 1399 »[19].